# Gladbeck
Gladbeck je město v německé spolkové zemi Severní Porýní-Vestfálsko. Leží v zemském okrese Recklinghausen ve vládním obvodu Münster. Nachází se na severním okraji průmyslové oblasti Porúří. V blízkosti Gladbecku se nacházejí další velká města, mezi něž patří Bottrop, Gelsenkirchen nebo Dorsten. V roce 2012 zde žilo 74 tisíc obyvatel.

## Historie
Archeologické nálezy vypovídají o osídlení oblasti dnešního Gladbecku již v období 2000 let před naším letopočtem. První zmínka o vesnici Gladbeki pochází z roku 1020. Jednalo se o vesnické sídlo s pěti komunitami, které byly seskupeny okolo kostela svatého Lamberta. Od roku 1180 do roku 1802 náležela vesnice do oblasti Vest Recklinghausen, což byla část arcibiskupství a kurfiřtství kolínského ve Svaté říši římské. Po napoleonských válkách se roku 1815 stala oblast součástí Pruska. V roce 1873 byl v Gladbecku otevřen první uhelný důl a z malé vsi se stalo středně velké průmyslové sídlo. V následujících letech byly otevřeny další doly. V červenci 1919 získal Gladbeck městská práva. V letech 1925–1929 zde byla postavena řada nových budov, například otevřený plavecký bazén nebo sportovní stadion, na kterém v roce 1932 přednesl Adolf Hitler svůj projev. V roce 1933 se k moci ve městě dostal starosta, který byl členem NSDAP. Během druhé světové války byl Galdbeck po náletech poničen a stal se jedním z nejpoškozenějších měst v Porúří. Nejtěžší nálet zažilo město 24. března 1945, kdy zde přišly o život 3 tisíce lidí a dalších asi 40 tisíc lidí zůstalo bez domova. V roce 1960 zde žilo přibližně 84 tisíc lidí. Roku 1971 byl v Gladbecku uzavřen poslední uhelný důl Graf Moltke.
Od 1. ledna 1975, kdy vstoupily v Severním Porýní-Vestfálsku v platnost regionální územní reformy, byly město Gladbeck a obec Kirchhellen začleněny do města Bottropu. Tato fúze sídel byla vnímána mezi obyvatelstvem negativně. Kritici sloučení poukazovali především na to, že mezi Bottropem a Gladbeckem je málo obydlená oblast a že Bottrop je jen o málo větší město než Gladbeck. Ještě téhož roku zrušil nejvyšší správní soud v Münsteru rozhodnutí o sloučení měst a od roku 1976 je Gladbeck opět samostatným městem, které bylo začleněno do zemského okresu Recklinghausen. V srpnu 1988 byla v městské části Renftort vyloupena banka. Při loupežném přepadení bylo drženo několik osob jako rukojmí a o život přišli tři lidé.

## Partnerská města
- Marcq-en-Barœul, Francie (od roku 1964)
- Schwechat, Rakousko (od roku 1966)
- Enfield (obvod Londýna), Spojené království (od roku 1970)
- Fu-šun, Čína (od roku 1988)
- Wandlitz, Braniborsko, Německo (od roku 1990)
- Wodzisław Śląski, Polsko (od roku 1990)
- Alanya, Turecko (od roku 1993)

## Galerie

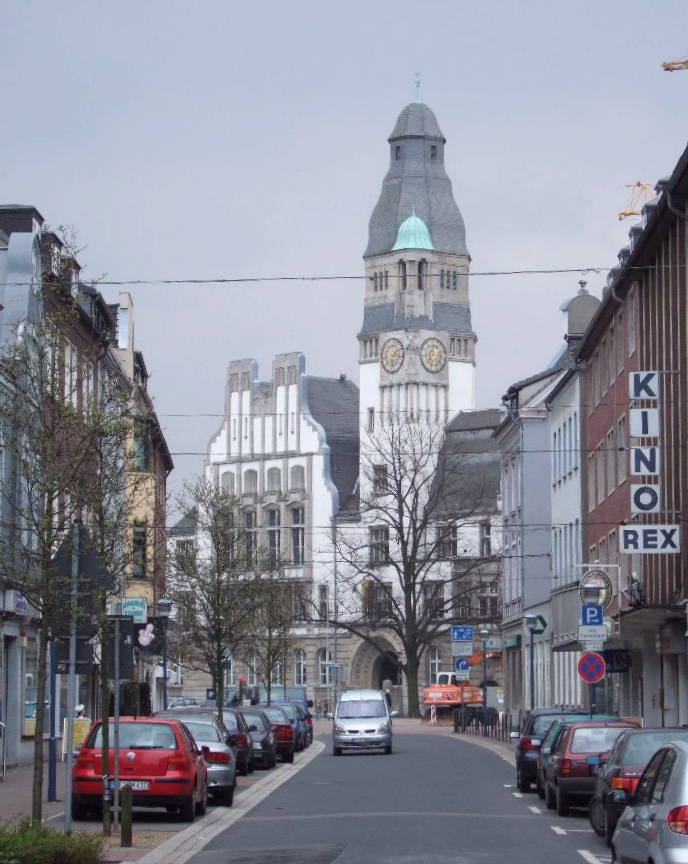
Radnice
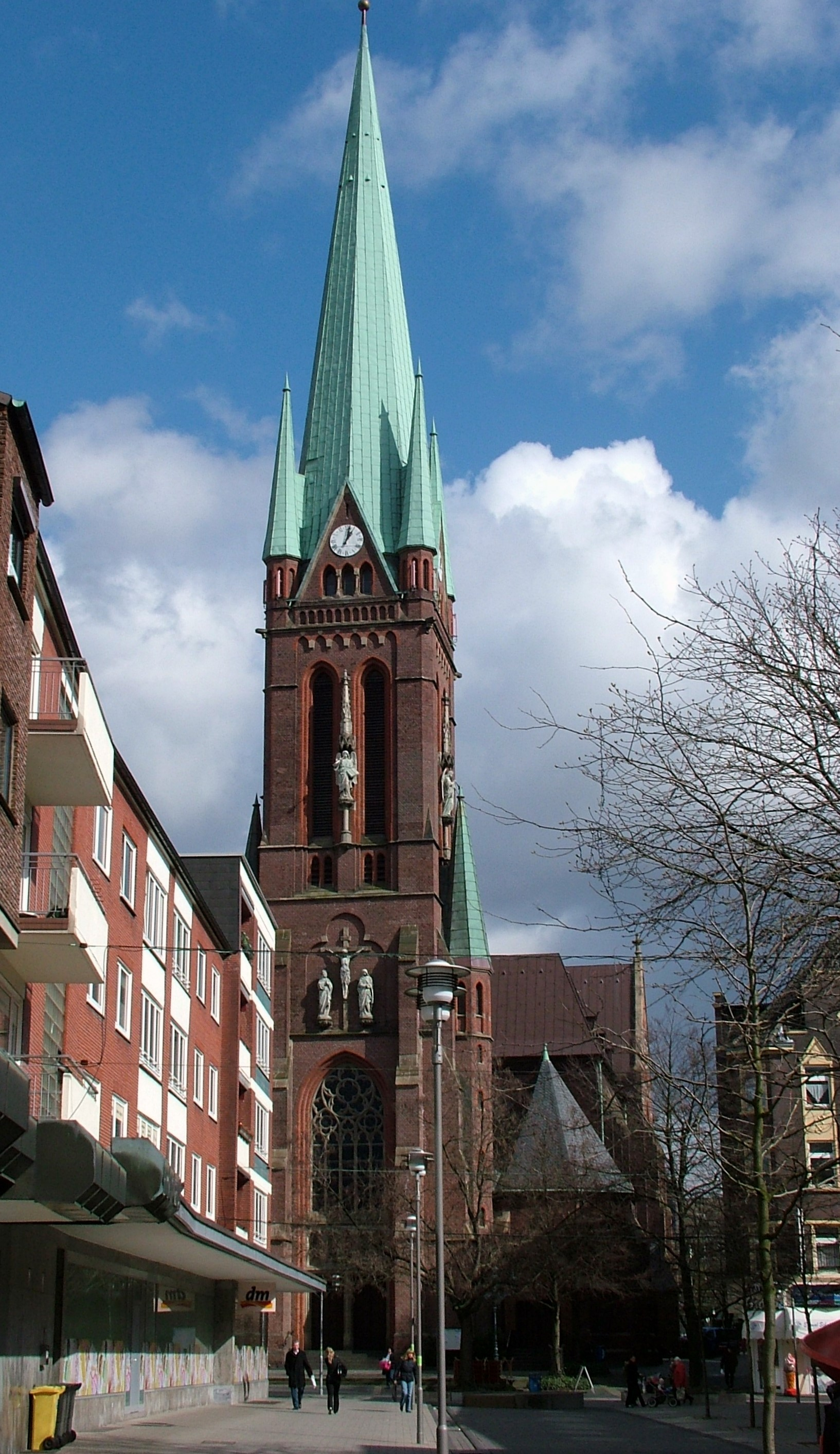
Kostel svatého Lamberta
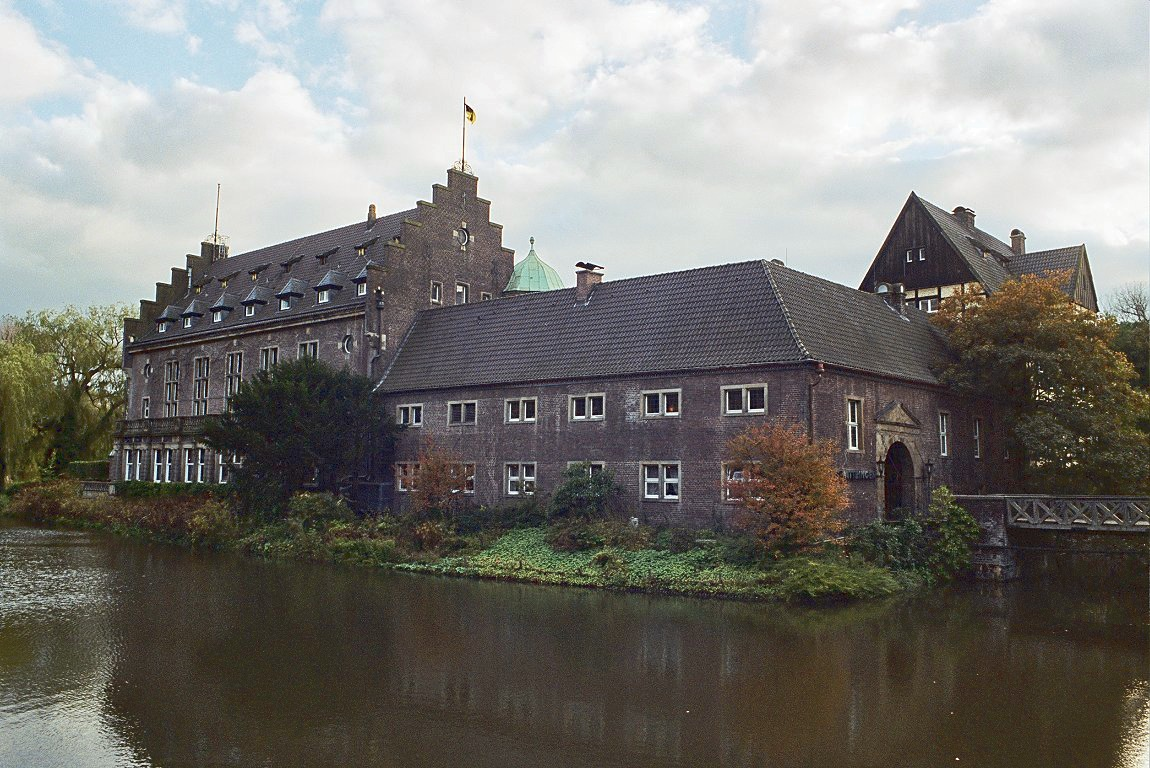
Vodní zámek Wittringen